# Konstandinos Josifidis
Konstandinos Josifidis (grec. Κώστας Ιωσηφίδης; ur. 14 stycznia 1952 w Salonikach) - były grecki piłkarz grający na pozycji lewego obrońcy.

## Kariera klubowa
Konstandinos Josifidis całą swoją karierę piłkarską spędził w PAOK-u Saloniki, gdzie grał w latach 1971–1985, występując 397 razy i strzelając 4 bramki w lidze greckiej, co jest drugim wynikiem w klubie z Salonik. Grał w najlepszym okresie dla salonickiego klubu, czego dowodem dwa tytuły mistrza Grecji w 1976 i 1985, dwa wicemistrzostwa w 1973 i 1978 oraz dwa Puchary Grecji w 1972 i 1974 roku.

## Kariera reprezentacyjna
W reprezentacji Grecji Josifidis występował w latach 1974–1982. W 1980 roku uczestniczył w Mistrzostwach Europy 1980, który był pierwszym międzynarodowym sukcesem w historii greckiego futbolu reprezentacyjnego. Na Euro 80 Iosifidis wystąpił w dwóch przegranych meczach grupowych z Holandią i Czechosłowacją. Ogółem w reprezentacji Hellady wystąpił w 51 meczach i strzelił 2 bramki.

## Kariera trenerska
Konstandinos Josifidis po zakończeniu kariery piłkarskiej został trenerem. Trenował m.in. Polykastro FC, Anagennisi Karditsas, PAONE, Anagennisi Kolindrou, Apollon Kalamaria, Naousa FC, Ialisos Rodou, PAE Kalamata i AO Kawala